# Dewitt Menyard
Dewitt « Slem » Menyard, né le 24 avril 1944 à Colombus dans l'État du Mississipi et mort le 21 mai 2009 à Angers, est un joueur de basket-ball américain naturalisé français, évoluant au poste de pivot, après 1 saison au sein de l'American Basketball Association et une sélection au All-Star game en 1968. Dans l'incapacité de continuer à jouer  au plus niveau aux États-Unis à la suite d'une blessure, il fera toute sa carrière en France et tout particulièrement au sein de l'ASPO Tours.

## Biographie
Dès sa huitième année, Dewitt « Slem » Menyard est déjà au-dessus de ses petits camarades, après avoir fait ses gammes au Hancock Junior Collège de Santa Maria en Californie et durant deux ans à l'université de l'Utah avec laquelle, il s'adjuge un titre de Conférence, il est très rapidement repéré par Slater Martin pour jouer avec les Mavericks de Houston lors de la saison 1967-1968 au sein de l'American Basketball Association mais un grave accident au genou droit l'obligera à mettre un terme à sa carrière professionnelle aux États-Unis, du fait de cette blessure, il redemande sa requalification en tant qu'amateur, une aubaine pour l'ASPO Tours qui s'empresse de l'enrôler à partir de la saison 1969-1970.

## Carrière de joueur

### Clubs

#### Houston Mavericks, Minnesota Muskies (1967-1968)
Dewitt Menyard fait ses débuts dans la central Hight School de South Bend dans l'Indiana à l'âge de dix-huit ans, il continue de se développer au sein de l'université de l'Utah, après une excellente saison 1966-1967, il est enrôlé par les Mavericks de Houston au sein de l'American Basketball Association, auteur d'une bonne première saison puisqu'il joue 71 matchs, tourne à 9.1 pts, 7.8 rbs et 1.2 pds, ce qui lui permet d'être sélectionné au All-Star Game ABA en 1968 et d'être qualifié avec sa franchise en play-offs où il tourne à 5 points par match, son équipe sera éliminé par les Chaparrals de Dallas.

#### ASPO Tours (1969-1981)
Celui qui n'est pas encore appelé « Slem » par les Tourangeaux arrive à l'ASPO Tours en 1969 en compagnie du yougoslave A. Stanimirovic joueur de l'Étoile rouge de Belgrade, cette première saison au sein de l'élite française aura un goût amer, plusieurs clubs se sentant lésé envoyèrent un courrier à la FFBB et la FIBA estimant que Dewitt Menyard n'avait pas à fouler les parquets hexagonaux du fait de son statut professionnel, prouvant sa bonne foi avec l'appui de Renato William Jones secrétaire général de la FIBA, il est autorisé à jouer avec l'ASPO Tours et jouera son 1r match en Octobre 1969 contre l'ASVEL où il marque 7pts.
En 1970-1971, l'ASPO Tours s'étant maintenu grâce à l'élargissement de la Nationale 1, Slem montre tout son talent aux rebonds et en points, grâce à l'apport de Glinder Torain, transfuge du Racing CF et la belle complémentarité entre les deux lors des matchs importants, l'un ramenant les points et l'autre prenant les rebonds permettent au club tourangeau de terminer à une honorable cinquième place. Lors de cette deuxième saison à l'ASPO, Dewitt Menyard fini avec 21 pts/m.

#### Tours BC (1981-1982)
Accumulant les pépins physiques, Dewitt Menyard a 37 ans à ses belles années derrière lui, il jouera 13 matchs et tournera à 0,7pts par rencontre, il sera beaucoup plus souvent sur le bord du terrain au côté de Michel Bergeron en tant qu'assistant coach à prodiguer des conseils à ses coéquipiers, ce sera sa dernière saison en tant que joueur au sein du club Tourangeau après 13 années de formidables services rendus à l' ASPO Tours et au Tours BC.

## Palmarès
- Champion de France : 1976, 1980
- Finaliste de la Coupe des Coupes en 1976

## Carrière d'entraîneur

### Club
- 1982-1983 : Tours BC
- 1983-1985[6] : CA Saint-Étienne